# 中山道の一里塚一覧
中山道の一里塚一覧（なかせんどうのいちりづかいちらん）は、中山道に設置された一里塚を一覧形式でまとめたものである。国指定の史跡が志村（3里）と垂井（112里）の二ヵ所ある。

## 中山道の一里塚
起点からの里程  –  塚の通称（位置） <史跡>
起点：日本橋（東京都中央区日本橋）

- 1里 - 本郷追分 （東京都文京区向丘）
- 2里 - 平尾（東京都板橋区板橋）
- 3里 - 志村 （東京都板橋区志村1丁目（西側）、小豆沢2丁目（東側））<国指定史跡>志村一里塚
- 4里 - 戸田 （埼玉県戸田市川岸3丁目）[3]

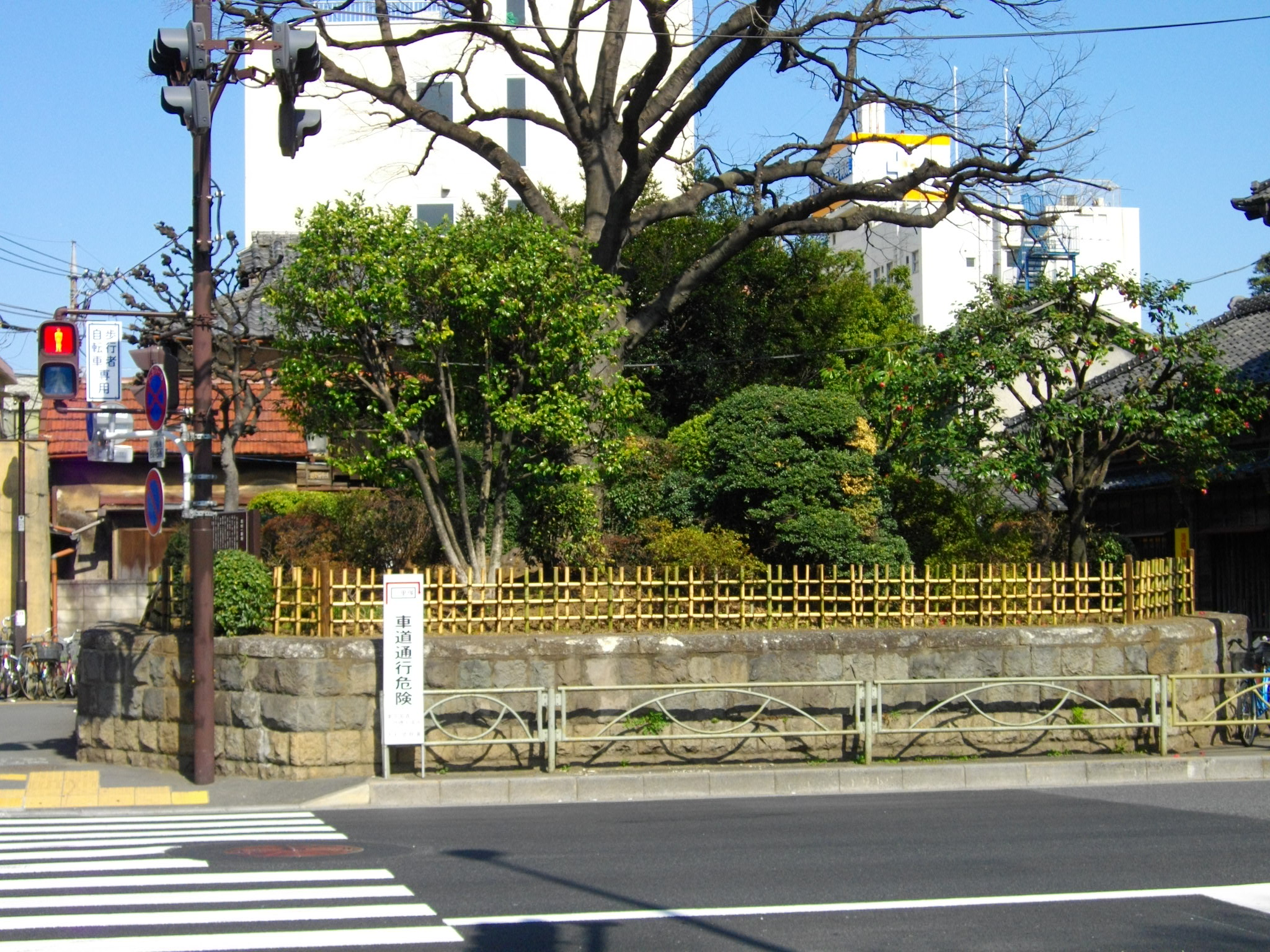
志村一里塚

- 5里 - 辻 （埼玉県さいたま市南区辻7丁目4 （辻一里塚公園内）[要出典]）[4]
- 6里 - 浦和 （埼玉県さいたま市）
- 7里 - 大宮 （埼玉県さいたま市）
- 8里 - 加茂宮（埼玉県さいたま市）
- 9里 - 上尾 （埼玉県上尾市）
- 10里 - 桶川 （埼玉県桶川市西1丁目（西側）、北1丁目（東側））[5]
- 11里 - 馬室原 （埼玉県鴻巣市小松）<県指定史跡>[6]
- 12里 - 箕田 （埼玉県）
- 13里 - ？
- 14里 - 前砂 （埼玉県鴻巣市(旧吹上町)前砂）[7]
- 15里 - 久下 （埼玉県熊谷市久下）
- 16里 - 八丁 （埼玉県熊谷市曙町4）
- 17里 - 新島 （埼玉県熊谷市新島）
- 18里 - 東方 （埼玉県）
- 19里 - 深谷 （埼玉県深谷市）
- 20里 - 岡（埼玉県）
- 21里 - 傍示堂 （埼玉県）
- 22里 - 万年寺 （埼玉県）
- 23里 - 勝場 （埼玉県児玉郡上郷勅使河原）
- 24里 - 中島 （群馬県）
- 25里 - 倉賀野 （群馬県）
- 26里 - 高崎 （群馬県）
- 27里 - ？
- 28里 - 藤塚 （群馬県高崎市上豊岡） <県指定史跡>
- 29里 - 中宿 （群馬県）
- 30里 - 一里山 （群馬県）
- 31里 - 郷原 （群馬県）
- 32里 - ？
- 33里 - 新堀 （群馬県安中市新堀）
- 34里 - 横川 （群馬県）
- 35里 - 刎石 （群馬県安中市）
- 36里 - 山中 （群馬県）
- 37里 - 軽井沢 （長野県）
- 38里 - 宮之前 （長野県北佐久郡軽井沢町中軽井沢）
- 39里 - 追分 （長野県北佐久郡軽井沢町追分）
- 40里 - 荒町 （長野県）
- 41里 - 御代田 （長野県北佐久郡御代田町御代田）<県指定史跡>[8]
- 42里 - 鵜縄沢 （長野県）
- 43里 - 平塚 （長野県）
- 44里 - 御馬寄 （長野県佐久市御馬寄）
- 45里 - 瓜生坂 （長野県佐久市望月）
- 46里 - 茂田井 （長野県北佐久郡立科町茂田井）
- 47里 - 笠取峠 （長野県北佐久郡立科町芦田）[9]
- 48里 - 四泊 （長野県小県郡長和町大門四泊）
- 49里 - 芹沢 （長野県小県郡長和町和田上組）
- 50里 - 鍛冶足 （長野県小県郡長和町和田鍛冶足）
- 51里 - 唐沢 （長野県小県郡長和町和田唐沢）
- 52里 - 広原 （長野県小県郡長和町和田）
- 53里 - 西餅屋 （長野県諏訪郡下諏訪町）
- 54里 - 樋橋 （長野県）
- 55里 - 下諏訪  （長野県諏訪郡下諏訪町仲町）
- 56里 - 東堀 （長野県岡谷市長地小萩）
- 57里 - 東山 （長野県塩尻市大字旧塩尻）[10]
- 58里 - 柿沢 （長野県塩尻市大字柿沢）[10]
- 59里 - 平出 （長野県塩尻市大字宗賀平出）[10]平出一里塚

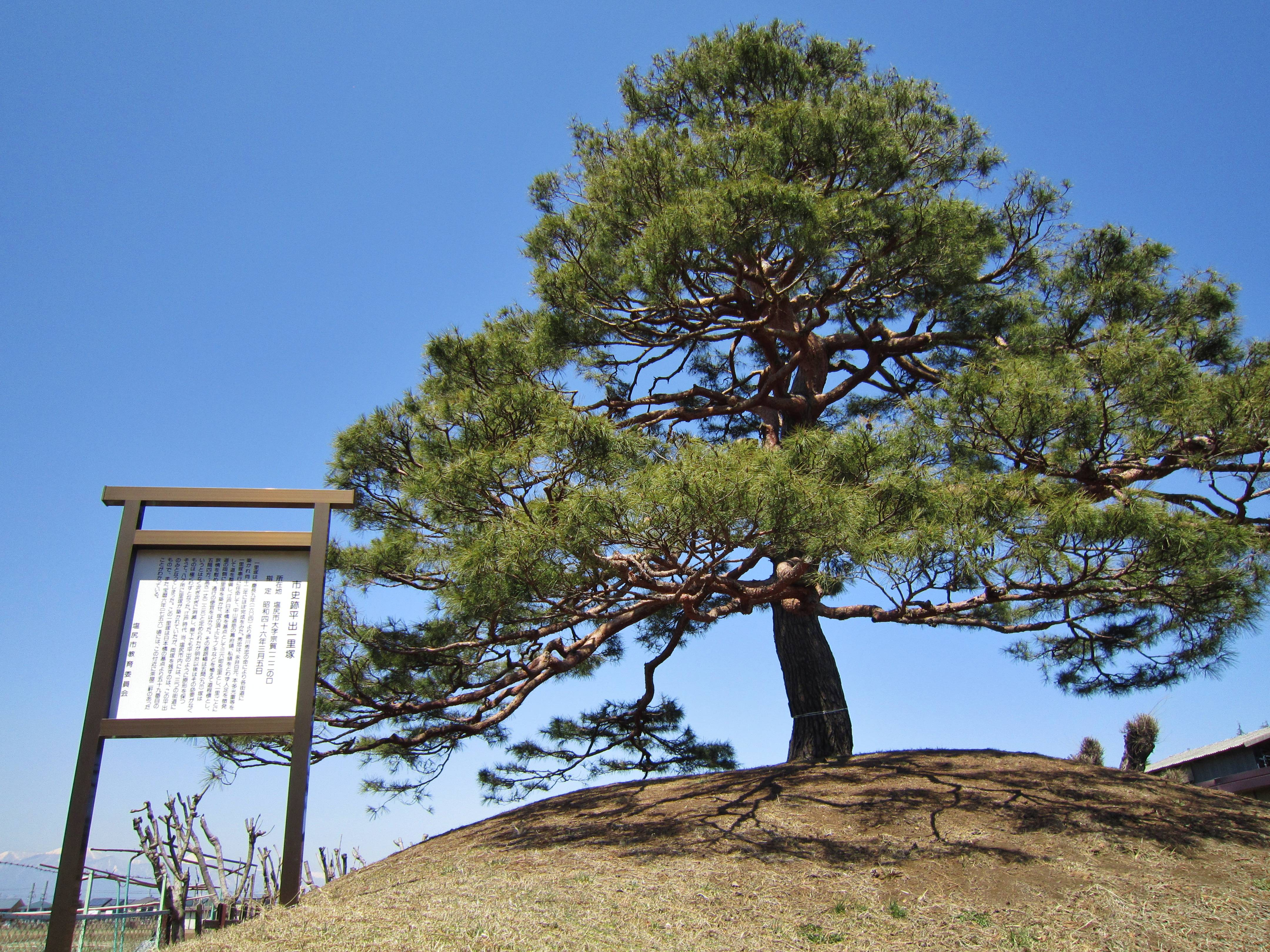
平出一里塚

- 60里 - 牧野 （長野県塩尻市大字宗賀牧野）[10]
- 61里 - 日出塩 （長野県塩尻市大字宗賀日出塩）[10]
- 62里 - 若神子 （長野県塩尻市大字贄川若神子）[10]
- 63里 - 押込 （長野県塩尻市大字贄川桃岡）[10]
- 64里 - 橋戸 （長野県塩尻市大字木曽平沢）[10]
- 65里 - 鳥居峠（長野県塩尻市）[10]
- 66里 - 藪原 （長野県木曽郡木祖村藪原）
- 67里 - 下吉田 （長野県）
- 68里 - 樋口 （長野県木曽郡木曽町日義）
- 69里 - 出尻 （長野県）
- 70里 - 塩淵 （長野県木曽郡木曽町福島塩淵）
- 71里 - 沓掛 （長野県木曽郡上松町沓掛）
- 72里 - 上松 （長野県木曽郡上松町上松上町）
- 73里 - 萩原 （長野県木曽郡上松町萩原）
- 74里 - 倉本 （長野県木曽郡上松町萩原倉本）
- 75里 - 須原 （長野県木曽郡大桑村須原）
- 76里 - 大桑 （長野県木曽郡大桑村）
- 77里 - 下在郷 （長野県）
- 78里 - 十二兼 （長野県木曽郡南木曽町十二兼）
- 79里 - 金知屋 （長野県）
- 80里 - 上久保 （長野県木曽郡南木曽町吾妻）
- 81里 - 下り谷 （長野県）
- 82里 - 馬籠峠 （長野県）
- 83里 - 新茶屋 （岐阜県中津川市落合新茶屋）
- 84里 - 子野 （岐阜県中津川市子野）
- 85里 - 上宿 （岐阜県中津川市長野駒場）
- 86里 - 三ツ家 （岐阜県中津川市千旦林）
- 87里 - 関戸 （岐阜県恵那市大井町上宿）
- 88里 - 槙ケ根 （岐阜県恵那市長島町中野）
- 89里 - 紅坂 （岐阜県恵那市武並町藤） <県指定史跡>  [11]
- 90里 - 権現山 （岐阜県瑞浪市大湫町字細久手）  <県指定史跡>[12][13]
- 91里 - 八瀬沢 （岐阜県瑞浪市大湫町八瀬沢）<県指定史跡>[12][13]
- 92里 - 奥之田 （岐阜県瑞浪市日吉町字奥ノ田）  <県指定史跡>[12][13]
- 93里 - 鴨之巣 （岐阜県瑞浪市日吉町字平尾）<県指定史跡>[12][13]
- 94里 - 謡坂 （岐阜県可児郡御嵩町謡坂）
- 95里 - 栢森 （岐阜県）
- 96里 - 比衣 （岐阜県可児郡御嵩町伏見）
- 97里 - 恵土 （岐阜県可児市恵土）
- 98里 - 土田 （岐阜県可児市土田）
- 98里 - 古井 （岐阜県美濃加茂市島町）
- 99里 - 取組 （岐阜県加茂郡坂祝町取組）
- 100里 - うとう峠 （岐阜県各務原市緑苑東）
- 101里 - ？
- 102里 - 山之前 （岐阜県各務原市鵜沼）
- 103里 - 六軒 （岐阜県各務原市蘇原六軒町）
- 104里 - 新加納 （岐阜県各務原市那加新加納町）
- 105里 - 細畑 （岐阜県岐阜市長森細畑）
- 106里 - 加納 （岐阜県岐阜市松原町）
- 107里 - 河渡 （岐阜県岐阜市河渡）
- 108里 - 美江寺 （岐阜県瑞穂市美江寺）
- 109里 - 柳瀬 （岐阜県安八郡神戸町柳瀬）
- 110里 - 池尻 （岐阜県大垣市枝郷）
- 111里 - 蒼野ケ原 （岐阜県大垣市青野町）
- 112里 - 垂井 （岐阜県不破郡垂井町日守）<国指定史跡>[14]垂井一里塚

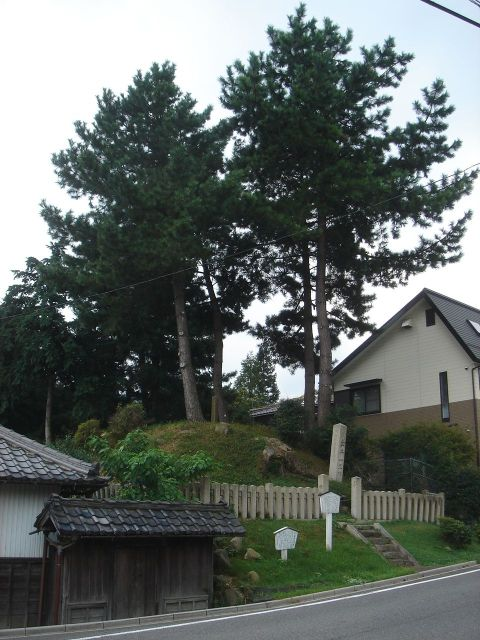
垂井一里塚

- 113里 - 関ケ原 （岐阜県不破郡関ケ原町）
- 114里 - 今須 （岐阜県不破郡関ケ原町今須）
- 115里 - 柏原 （滋賀県米原市柏原仲井）
- 116里 - 一色 （滋賀県米原市一色）
- 117里 - 久禮 （滋賀県米原市三吉）
- 118里 - 磨針 （滋賀県）
- 119里 - 原村 （滋賀県）
- 120里 - 葛籠 （滋賀県）
- 121里 - 石畑 （滋賀県犬上郡豊郷町）
- 122里 - 愛知川 （滋賀県愛知郡愛荘町愛知川）
- 123里 - 石塚 （滋賀県）
- 124里 - 武佐 （滋賀県）
- 125里 - 馬渕 （滋賀県）
- 126里 - 大篠原 （滋賀県）
- 127里 - 野洲 （滋賀県）
- 128里 - 今宿 （滋賀県守山市今宿町）<県指定史跡>
- 129里 - 草津 （滋賀県）

終点：草津

## 美濃路（吉例街道）の一里塚
東海道の宮宿と中山道の垂井宿を結ぶ脇往還。垂井追分で中山道と合流する。現存しているのは冨田一里塚と久徳一里塚のみである。なお、冨田一里塚は国指定史跡である。
詳しくは【美濃路の一里塚】を参照。